# Zemská stezka
Zemská stezka je pojmenování pro středověké dálkové komunikace směřující zpravidla k hlavním správním a obchodním centrům. Vedly do vnitrozemí ze sousedních zemí přes tzv. zemské brány. Navazovaly na vnitrostátní komunikační síť. Hlavním komunikačním centrem středověkých Čech byla Praha, na Moravě stezky vedly mj. do Brna, Olomouce nebo Znojma.